# علاج وهمي نشط
العلاج الوهمي النشط هو علاجٌ وهمي ناتج عن تأثيرات إيجابية واضحة يمكن أن تقنع الشخص الذي يعالج بهذا الدواء بأنه يتلقى معالجة مشروعة وصحيحة بدلا من فهمه بأنها أوهام ليس لها تأثير.

## التسمية
وفقًا لورقة عام 1965، تم اقتراح مصطلح «العلاج الوهمي المخفي» (بالألمانية:  Kaschiertes Placebo) في ورقة عام 1959 نشرت باللغة الألمانية.

## مثال
أوضحُ مثالٍ هو ما قام به شادر وزملاؤه عام 1964 حيث استخدموا خليط الجرعة المخففة من الفيرنوباربيتال والاتروبين لمحاكاة التخدير وجفاف الفم الناتج عن فينوثيازينس. المورفين والغابابنتين هما مسكنا آلام لهما تأثيرات جانبية متعارف عليها كالنعاس والدوار. في دراسة أجريت عام 2005 لتقييم آثار مسكنات الألم هذه على ألم الأعصاب، تم اختيار لورازيبام كعلاج فعال لأنه ليس مسكنًا للألم ولكنه يسبب النعاس ويمكن أن يسبب الدوخة.
أجريت اختبارات في نهاية الخمسينات على المسكنات المخدرة مثل المورفين وفي بعض الحالات كانت تسبب ردات فعل كما تفعل معظم المواد المخدرة. كلونيدين يجد الآن المزيد من الاستخدام كعلاج وهمي نشط للمخدرات أيضًا.